# Орлан-рибалка
Орла́н-риба́лка (Icthyophaga) — рід яструбоподібних птахів родини яструбових (Accipitridae). Він включає шість видів птахів, близькоспоріднених з орланами з роду Haliaeetus. Частину видів, що входяить до роду орлан-рибалка (Icthyophaga), раніше відносили до роду орлан (Haliaeetus).

## Таксономія
Рід Ichthyophaga був введений Рене-Прімевером Лессоном у 1843 році, при цьому великий орлан-рибалка (Haliaeetus ichthyaetus) був визначений як типовий вид. Лессон використав два варіанти написання назви роду: Icthyophaga та Icthyiophaga, але не Ichthyophaga. Традиційно вважалося, що цей рід включає два види: орлана-рибалку малого і орлана-рибалку великого. Ервін Штреземан і Дін Амадон у своїй роботі помилково назвали рід Ichthyophaga, і така назва викристосувалася протягом тривалого часу. Однак назва Ichthyophaga насправді належить пролецитофорі (плоскому черв'яку), турбелярії, що паразитує на рибах. Рід з такою назвою був введений Сиромятниковою в 1949 році.
У 2005 році молекулярно-систематичне дослідження на основі ядерних і мітохондріальних генів об'єднало цей рід із родом орлан (Haliaeetus). У тому ж році Рональд Слейс і Масагару Кавакацу запропонували замінити Ichthyophaga на Piscinquilinus, усунувши суперечливу назву як для птахів, так і для червів. Нова родина, Piscinquilinidae, була запропонована в 2017 році для розміщення Piscinquilinus. Однак Ернест Вільямс і Люсі Банклі-Вільямс виступили проти цієї пропозиції і за збереження оригінальної назви роду турбелярій Ichthyophaga.
У 2017 році Міжнародна комісія із зоологічної номенклатури за пропозицією Ернеста Вільямса та Люсі Банклі-Вільямс зберегла як рід птахів Icthyophaga, так і рід турбелярій Ichthyophaga у Справі №3603.
У 2023 році на основі останніх молекулярно-систематичних досліджень Міжнародна спілка орнітологів відродила рід Icthyophaga під його правильною латинською назвою та перенесла до цього роду чотири види з Haliaeetus. Таким чином, цей рід тепер включає наступні шість видів:
| Зображення | Наукова назва            | Українська назва      | Поширення                                                            | Статус МСОП |
| ---------- | ------------------------ | --------------------- | -------------------------------------------------------------------- | ----------- |
|            | Icthyophaga leucogaster  | Орлан білочеревий     | Від Індії та Шрі-Ланки через Південно-Східну Азію до Австралії       | LC          |
|            | Icthyophaga sanfordi     | Орлан соломонський    | Соломонові острови                                                   | VU          |
|            | Icthyophaga vocifer      | Орлан-крикун          | Африка на південь від Сахари                                         | LC          |
|            | Icthyophaga vociferoides | Орлан мадагаскарський | Мадагаскар                                                           | CR          |
|            | Icthyophaga humilis      | Орлан-рибалка малий   | Від Кашміру через південно-східну Індію, Непал і М'янму до Індокитаю | NT          |
|            | Icthyophaga ichthyaetus  | Орлан-рибалка великий | Південно-Східна Азія                                                 | NT          |

У Фесенка в його Вітчизняній номенклатурі птахів світу (2018) в роді орлан-рибалка наведені два останні види, а 4 попередні все ще в Haliaeetus (орлан)

## Екологія
Як випливає з їх назви, орлани-рибалки, як і справжні орлани, харчуються переважно рибою, яку ловлять здебільшого в прісних озерах і великих річках, але іноді також у солоній воді в лиманах і вздовж узбережжя.

## Етимологія
Наукова назва роду Icthyophaga походить від сполучення слів дав.-гр. ιχθυς — риба і дав.-гр. φαγος — той, хто їсть.